# Carl Værnet
Carl Peter Værnet (Astrup, Århus, 28 de abril de 1893 – Buenos Aires, 25 de noviembre de 1965) fue un mayor de las SS y médico en el campo de concentración de Buchenwald. Experimentó extensamente con hormonas y otros posibles remedios para «curar» la homosexualidad, de cuyas consecuencias morirían por lo menos 13 presos en las semanas sucesivas al tratamiento. Sus investigaciones estaban bajo la autoridad del jefe de la Gestapo, Heinrich Himmler.

## Biografía

### Primeros años
Carl Peter Vaernet nació con el nombre de Carl Peder Jensen, en el seno de una rica familia danesa de comerciantes de caballos. En agosto de 1920 se casa con Edith Frida Hamershoj de la cual tuvo tres hijos, el primero de los cuales, Kjeld Vaernet, en noviembre del mismo año. En diciembre de 1921 cambia su apellido Jensen, muy común en Dinamarca, por el de Vaernet. En 1923 Vaernet se graduó en medicina junto con Fritz Clausen, más tarde un jefe del partido nacionalsocialista danés.
Tras licenciarse, Vaernet abandonó a su familia y se traslada a Alemania, donde se casa con Gurli Marie (1902-1955), de la que tiene otros tres hijos. En esta época se especializa en Endocrinología y conoce a Knud Sand, un defensor de la castración de los homosexuales en Dinamarca, antes de que el Estado danés lo legalizara en 1930. En 1932 Vaernet inició sus experimentos endocrinológicos utilizando gatos; su colega y rival Sand, a su vez, hace experimentos paralelos con gallinas, partiendo del presupuesto de que la homosexualidad pudiera ser «curada» con el trasplante de testículos sanos a sujetos «enfermos». Entre 1932 y 1934, Vaernet tras haber trabajado en dos hospitales de Copenhague, vuelve a Alemania y parte luego a París para seguir sus estudios y especializarse en el tratamiento con ultrasonidos.
En 1939, vuelve a Dinamarca y retoma los experimentos y estudios con testosterona: en 1941 un periódico danés afirma que las gallinas utilizadas en los experimentos cantan como gallos.
En los años inmediatamente precedentes a la Segunda Guerra Mundial la fama de Vaernet llega a su cima, convirtiéndolo en uno de los médicos más importantes del país. Después del estallido de la Guerra, su popularidad decayó drásticamente a causa de sus buenas relaciones con el simpatizante nazi Fritz Clausen y con el Reichsbevollmaechtige (plenipotenciario del Reich) Werner Best, que recomendó cálidamente a Vaernet a las autoridades nazis del propio país. El hermano gemelo de Carl, Aage Vaernet entró a formar parte del partido nazi danés (DNSAP).

### Los experimentos en el campo de Buchenwald
En diciembre de 1943, Vaernet es promovido a SS-Sturmbannführer (mayor) y es transferido a Praga el 26 de febrero de 1944, asentándose con su familia en un lujoso palacio perteneciente anteriormente a una familia judía. Entre junio y diciembre de 1944, Vaernet realizó diversas visitas a Buchenwald para seleccionar y efectuar sus experimentos con internos homosexuales. Colaboradores de Vaernet fueron el comandante médico del campo de Buchenwald SS-Hauptsturmführer (capitán) Gerhard Schiedlausky (ahorcado en 1947) y el médico Erwin Ding-Schuler (se suicidó en 1945, tras su captura), que en el extenso periodo en el que realizó sus «experimentos» sobre el tifus provocó la muerte de 200 presos.
En un memorándum del 29 de julio de 1944, Schiedlausky informa de una visita realizada por Vaernet en el campo (el 26 de julio de mismo año) durante la cual:

Durante nuestra primera conversación hemos llegado a un acuerdo [con Vaernet] por el cual cinco homosexuales «auténticos» serán retenidos adecuadamente para verificar sus hipótesis. Antes de que la intervención quirúrgica sea realizada, serán examinados los niveles de hormonas en muestras de orina [...] Si los resultados son satisfactorios, serán realizadas las intervenciones quirúrgicas.
memorándum de Schiedlausky, texto completo en inglés

Los experimentos (los cuales estaban previstos para agosto de 1944) fueron atrasados algunas semanas a causa de un bombardeo aéreo que afectó el área del campo. Una primera serie fue efectuada el 13 de septiembre de 1944. La revista Studenternes efterretningstjeneste informa de que un total de 30 a 40 internos se vieron afectados por la «investigación»: no todos eran homosexuales, también se vieron afectados algunos criminales heterosexuales o bisexuales. Existen indicios seguros de 17 intervenciones que consistieron en el implante bajo la piel de una glándula artificial especial patentada por Vaernet, con diferencias en el dosado de la testosterona implantada en los diversos presos.
Una larga carta enviada el 30 de octubre de 1944 por Vaernet al comandante del servicio médico de las SS Grawitz comenta, entre otras cosas:

[...] Las operaciones en Weimar-Buchenwald han sido efectuadas el 13 de septiembre de 1944 a cinco prisioneros homosexuales. De estos, dos han sido castrados, uno esterilizado y dos «tratados». A todos les ha sido implantada la «glándula sexual especial» masculina. [...]

La semana precedente, refiriéndose al prisionero Bernhard Steinhoff (número de interno 21.686), un teólogo homosexual de cincuenta y cinco años, Vaernet escribió:

La herida causada por la operación está curada y no ha habido reacción a la glándula implantada. La persona se siente bien y tiene sueños sobre mujeres [...]

De este primer grupo, dos internos murieron de complicaciones postoperatorias. Casi todos, por lo menos 13 y quizás 15, murieron en las semanas siguientes a la intervención. 
El 8 de diciembre de 1944 siguieron otros experimentos sobre otros 13 presos; en los documentos aparece el nombre de 7 de ellos: Reinhold, Schmith, Ledetzky, Boeck, Henze (muerto), Köster y Parth. Esta vez, muchos morirían sucesivamente de complicaciones postoperatorias.
Carl Vaernet, en su informe final a Himmler del 10 de febrero de 1945 relativo a sus teorías hormonales, no hace la mínima mención a sus experimentos en Buchenwald. Este particular sugiere que los experimentos fueron considerados un fracaso o por lo menos no lo suficientemente creíbles para meritar mención.

### Huida
En marzo de 1945, Vaernet vuelve a Dinamarca. El 5 de mayo de 1945, tras la liberación del país por las fuerzas aliadas, es internado en el campo de prisioneros de Alsgade Skole en Copenhague. Diversos presos daneses, ex prisioneros de Buchenwald, lo reconocen y el jefe de la misión militar británica en el campo de Alsgade Skole, el mayor Hemingway, afirmó que «sin duda [Vaernet] será juzgado como criminal de guerra». 
Sin embargo, durante su prisión, Vaernet consigue interesar a las autoridades danesas y británicas por sus teorías hormonales para la «cura» de la homosexualidad. Parece ser que durante esta época, a pesar de estar preso, entra en contacto con la compañía farmacéutica anglo-estadounidense Parke, Davis & Comp. Ltd., London & Detroit y con el coloso químico norteamericano DuPont, interesada en la adquisición de su patente.
En noviembre de 1945 es liberado del campo de prisioneros a causa de una presunta mala salud y obtiene de las autoridades danesas un salvoconducto para ir a curarse a Suecia, desde donde huye a Argentina. El 19 de noviembre de 1947 el periódico danés Berlingske Tidende reproduce una carta enviada por un emigrante danés que afirma que Vaernet trabajaba en Buenos Aires en el Ministerio de Salud.
En los años sucesivos, Vaernet — que había cambiado su nombre a Carlos — abrió en Buenos Aires, en la Calle Uriarte 2251, una consulta médica. El neurocirujano Kjeld Vaernet, hijo de Carl, colaboró en la década de 1950 con Walter Freeman en una serie de «curas hormonales» para la «cura» de la homosexualidad (con unos 4.000 pacientes tratados) y seguidamente estudió la posibilidad de lobotomización de los homosexuales.
Vaernet murió sin castigo el 25 de noviembre de 1965 a causa de una enfermedad febril desconocida, a pesar de que las autoridades danesas fueran conscientes tanto de sus experimentos criminales como de su residencia argentina.